# ADX Florence

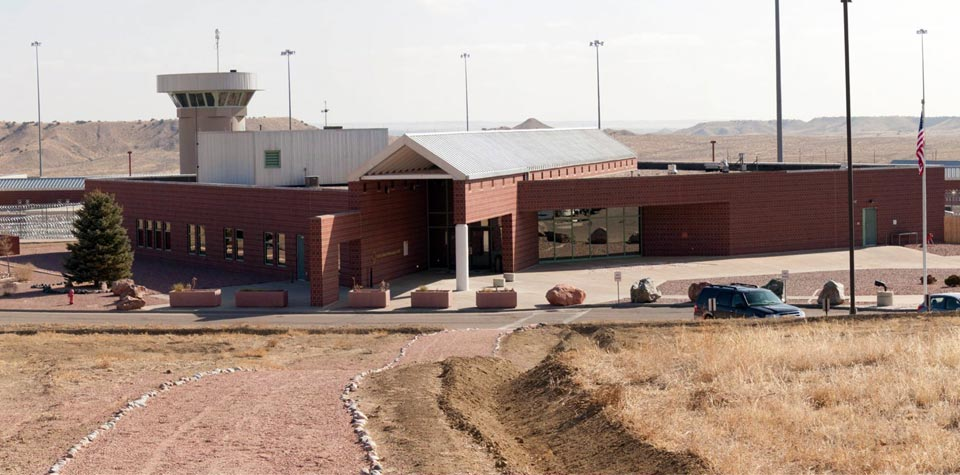

Hoa Kỳ Ân xá, Hành chính cơ sở tối đa (ADX) là một nhà tù supermax prison liên bang Mỹ cho tù nhân nam nằm ở Fremont County, Colorado. Những tên gọi không chính thức là ADX Florence, Florence Admax, Supermax, hoặc Alcatraz của Rockies. Một phần của Florence Correctional Liên bang Complex, được điều hành bởi Văn phòng Liên bang tù (BOP), một bộ phận của Bộ Tư pháp Hoa Kỳ, nhà ở các tù nhân nam trong hệ thống nhà tù liên bang, nơi được coi là nhu cầu nguy hiểm nhất và trong sự kiểm soát chặt chẽ. ADX cũng bao gồm một trại tối thiểu an ninh liền kề, như của tháng 3 năm 2014, nhà tù nhiều hơn các  supermax prison.  BOP không có một "supermax" cho phụ nữ. Phụ nữ trong hệ thống BOP được phân loại là "mối quan tâm quản lý đặc biệt" vì bạo lực và/hoặc thoát khỏi những nỗ lực được giới hạn trong các đơn vị hành chính của Trung tâm Y tế Liên bang Carswell ở Fort Worth, Texas. Cai ngục hiện tại của ADX là David Berkebile.